# Jules Baroche
Pierre Jules Baroche, född 18 november 1802, död 29 oktober 1870, var en fransk politiker.
Baroche blev advokat i Paris 1823, och radikal deputerad 1847. Som sådan bekämpade han främst François Guizot och blev 1848 medlem av nationalförsamlingen. Efter denna tid började han svänga i politisk uppfattning, och blev en av prins Louis Napoleons främsta medhjälpare och en övertygad anhängare av ett absolutistiskt styrelsesätt. Baroche var 1850-51 inrikesminister, och i april-oktober 1851 utrikesminister. 1852 blev han president i statsrådet och minister utan portfölj 1860. 1863 blev han ledamot av senaten och var 1863-1869 justitieminister. Efter kejsardömets fall flydde han till ön Jersey, där han kort därefter avled.